# Гейврілл (Массачусетс)
Гейврілл (англ. Haverhill, [ˈheɪvrɪl] HAY-vril) — місто (англ. city) в США, в окрузі Ессекс штату Массачусетс. Населення — 67 787 осіб (2020).

## Географія
Гейврілл розташований за координатами 42°46′59″ пн. ш. 71°5′15″ зх. д. / 42.78306° пн. ш. 71.08750° зх. д. (42.782945, -71.087436).  За даними Бюро перепису населення США в 2010 році місто мало площу 92,28 км², з яких 85,39 км² — суходіл та 6,89 км² — водойми.

## Демографія
Згідно з переписом 2010 року, у місті мешкало 60 879 осіб у 24 150 домогосподарствах у складі 15 177 родин. Густота населення становила 660 осіб/км².  Було 25657 помешкань (278/км²).
Расовий склад населення:
| - 86,0 % — білих - 3,4 % — чорних або афроамериканців - 1,6 % — азіатів - 0,3 % — корінних американців - 6,1 % — осіб інших рас |

До двох чи більше рас належало 2,6 %. Частка іспаномовних становила 14,5 % від усіх жителів.
За віковим діапазоном населення розподілялося таким чином: 23,0 % — особи молодші 18 років, 64,8 % — особи у віці 18—64 років, 12,2 % — особи у віці 65 років та старші. Медіана віку мешканця становила 38,5 року. На 100 осіб жіночої статі у місті припадало 92,2 чоловіків;  на 100 жінок у віці від 18 років та старших — 88,1 чоловіків також старших 18 років.
Середній дохід на одне домашнє господарство  становив 77 434 долари США (медіана — 60 888), а середній дохід на одну сім'ю — 89 061 долар (медіана — 73 343). Медіана доходів становила 57 154 долари для чоловіків та 43 201 долар для жінок. За межею бідності перебувало 12,2 % осіб, у тому числі 18,5 % дітей у віці до 18 років та 9,0 % осіб у віці 65 років та старших.
Цивільне працевлаштоване населення становило 31 344 особи. Основні галузі зайнятості: освіта, охорона здоров'я та соціальна допомога — 27,2 %, роздрібна торгівля — 12,5 %, виробництво — 11,9 %.